# Volkswagen Polo Classic
O Polo Classic surgiu na Europa, como uma versão sedã (berlina) do sucesso de vendas da Volkswagen, o pequeno Polo Hatch.
Lançado em 1995, logo ficou claro que o Polo Classic era um clone do Seat Córdoba, veículo produzido pela empresa espanhola do grupo Volkswagen, diferindo apenas em alguns detalhes de acabamento interno (quadro de instrumentos, forração dos assentos), externo (pára-choques e grade dianteira) e na traseira do veículo - mais esportiva no Volkswagen. Tanto a motorização como sua estrutura, porém, eram semelhantes.
Ao ser comparado com o modelo hatchback, o Polo Classic revelava-se bem diferente, entretanto. Seu conjunto óptico dianteiro era absolutamente diverso, utilizando-se de faróis menores em comprimento e mais estreitos. Também o pára-choque era diferente, apresentando-se mais baixo do que no hatchback, com a região dos faróis de nevoeiro menos trabalhada.
A partir de 1996, passou a ser produzido também na fábrica da Volkswagen na Argentina (Cordoba), nas versões 1.6 e 1.8 à gasolina e 1.9 SD (diesel, ou gasóleo). No final do mesmo ano passou a ser vendido no Brasil substituindo o pointer o logus e o voyage, inicialmente apenas na versão 1.8 à gasolina e com poucos opcionais. Na Europa, conhecido como 6KV, teve versões 1.4, 1.6 e 1.9, esta última gasóleo.
Na europa em 1995, disponível em motores 1.4 e 1.6 a gasolina e 1.9 diesel. Versão sedã (berlina) do pequeno hatchback de sucesso Volkswagen Polo, ele fez relativo sucesso enquanto esteve disponível naquele continente (1995-2002).
Utilizando diversas peças de acabamento em comum com o hatch - apesar da origem diversa - o Polo Classic tinha relativo nível de conforto para 4 ocupantes, enquanto que o 5º passageiro (central traseiro) ia mal acomodado por causa do pouco espaço para os pés somado ao túnel central protuberante. Bolsas de ar infláveis (airbags), freios (travões) com assistência ABS e barras de proteção nas portas sempre estiveram disponíveis, além de equipamentos como apoio de cabeça traseiro e terceira luz de freio (brake-light).
Assim como na versão Argentina, em 2000 ele recebeu modificação interna, passando a utilizar o tabelier (painel) completo do pequeno Volkswagen Lupo, com marcadores de luz azulada, acompanhando o padrão Volkswagen apresentado com o Passat, em 1997.
Com opções de interior mais alegres do que na versão destinada à América Latina, podia ter assentos na cor preta (Offblack), vermelha (Rot/Offblack), verde (Grün/Offblack), Cinza (Mittelgrau/Flanellgrau) e azul (Blau/Flanellgrau) desde a versão básica, passando pela versão Trendline (interior desportivo preto/cinza, preto/azul e preto/vermelho quadriculados), Comfortline (interior preto, vermelho, verde, cinza e azul num padrão mais clássico que na versão básica) e Highline (estampas coloridas sobre fundo preto ou azul escuro). Para as versões Trendline e Comfortline havia a opção de revestimento em couro Offblack. Teto-solar passou a ser eléctrico também em 2000, além de sensor de chuva para o limpa-parabrisas.
Foi descontinuado em 2002 devido às baixas vendas. Em 2003 foi apresentado seu sucessor, o Volkswagen Polo Sedan.

## O fim da Autolatina e do Voyage, Logus e Pointer
Naquela época, a linha AB9 brasileira (composta por Volkswagen Gol, Volkswagen Parati e Volkswagen Saveiro) estava sendo reestilizada e buscava-se um sucessor para o antigo Volkswagen Voyage, versão sedã (berlina) do Gol que deixara de ser produzida no início do ano. Ao comparar os custos de desenvolvimento de um modelo totalmente novo ao de adequação e importação do Polo Classic (semelhante em porte e equipamentos), optou-se pela última opção, lançando-o no Brasil em dezembro de 1996.

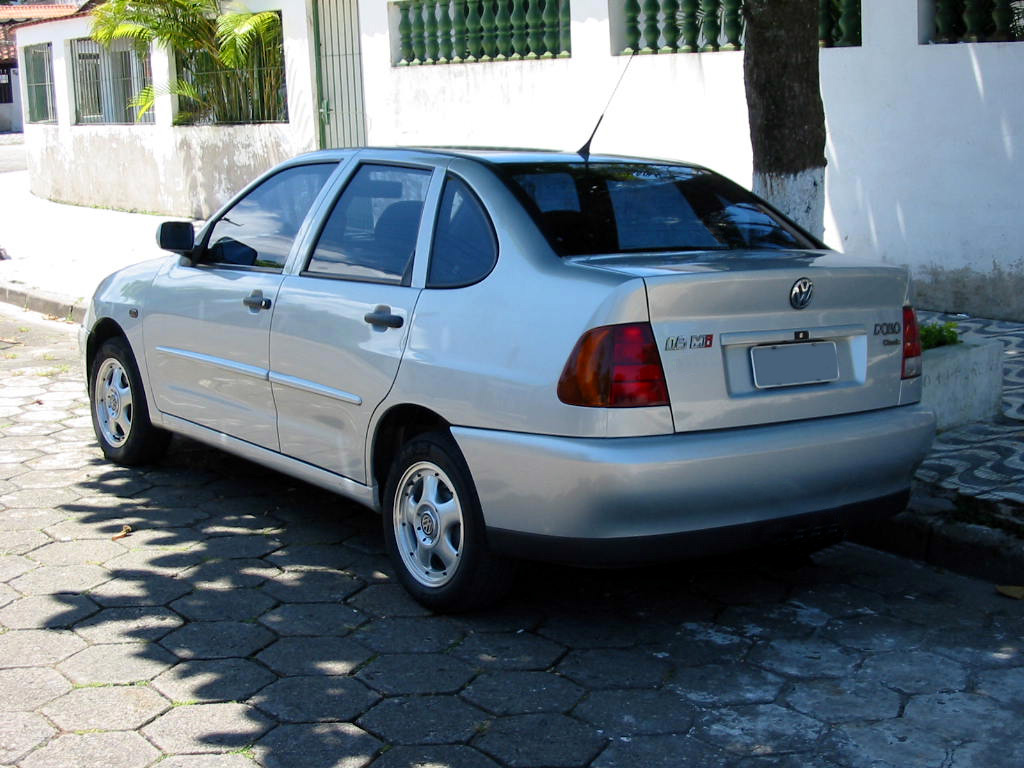
1ª geração do Volkswagen Polo Classic. O modelo da foto é o 1.8 Mi 1997-2000

Foi então que, numa só tacada, a Volkswagen substituiu seu antigo Voyage e também os modelos fabricados em joint-venture com a Ford, os Logus e Pointer (veículos de porte médio) pelo Polo Classic, um meio-termo. Na verdade, o interesse maior da Volkswagen era mesmo neste segmento superior, já que tal união - chamada Autolatina - tinha data certa para terminar: 1o. de janeiro de 1997. Porém, como era da política da Volkswagen não confirmar e tampouco desmentir cogitações da imprensa sobre o futuro dos seus modelos, permitiu-se divulgar o que se bem entendesse, e assim o Polo Classic passou a ser considerado mais sucessor do Voyage do que da linha Logus e Pointer.

## Versões e Motores
Logo no início das vendas no Brasil, constatou-se em pesquisas que o motor 1.6 Mi ficava aquém das expectativas dos consumidores locais, o que levou a Volkswagen a importar somente o motor 1.8 Mi. Isso, somado ao medo de comparação ao Ford Escort GL 1.8 16v básico (muito mais potente) e ao Fiat Siena 1.6 16v (idem). Em suma, algo curioso aconteceu: os manuais de instrução dos Polo Classic vendidos no Brasil de 1996 a 2000 abrangiam tanto a versão 1.6 Mi como a 1.8 Mi, embora a mais fraca nunca tivesse sido vendida naquele mercado. Vale lembrar que o motor AP 1800 que equipava o Polo Classic era brasileiro, saía da planta de São Carlos para equipar o modelo que voltaria ao Brasil. Este motor acabava de ganhar injeção eletrônica multiponto, para equipar as versões básicas do Santana e da Quantum, e as versões CL e GL de Gol, Parati e Saveiro.
Além das 4 portas de série, vinha também com direção hidráulica e a partir de R$ 20.990,00, preço bastante competitivo para a época. A lista de opcionais era pequena: apenas ar condicionado e vidros/travas/retrovisores elétricos. Equipamentos de segurança como freios (travões) com assistência (ABS) e bolsas de ar infláveis (airbags) não estavam disponíveis, o que foi considerado uma grande falha da Volkswagen, já que a concorrência poderia vir equipada com tais itens.
Para a linha 1998 a Volkswagen tentou corrigir um pouco a falta de equipamentos, introduzindo no mercado a versão Special 1.8 Mi, que além da direção hidráulica e dos opcionais da versão comum (de série nesta), também vinha com rodas (jantes) de liga-leve(as mesmas do Santana 2000 Mi), toca-fitas, faróis de nevoeiro e, pela primeira vez, coluna de direcção ajustável em altura. Seu preço era bem convidativo: R$ 23.900,00. Seus concorrentes se equipados com os mesmos itens ficavam invariavelmente bem mais caros, o que garantiu o sucesso desta versão, que vendeu bastante especialmente se considerada uma série especial. Como novidade para a linha "comum" do Polo Classic, eram oferecidas finalmente as rodas (jantes) de liga-leve.
Baseada nessa experiência de sucesso, a Volkswagen decidiu ampliar a oferta de equipamentos para 1999: os faróis de nevoeiro viraram opcionais juntamente com a coluna de direção ajustável e finalmente havia a opção de bolsas de ar infláveis e freios (travões) assistidos (ABS), além de um teto-solar manual, item exclusivo na categoria. No entanto, pelo fato de sua imagem ter atrelada a ideia de sucessor do Voyage (um carro simples e barato), o consumidor o achou muito caro. Também não ajudou a cultura local de que a segurança não é mais importante do que a comodidade, preferindo trocar as bolsas infláveis por um tocador de CDs na ocasião da aquisição. Um fato curioso é que os Polo Classic equipados com bolsas infláveis não possuíam o porta-luvas, o que obrigava a utilização de um outro local, que fazia suas vezes, próximo à caixa de fusíveis, abaixo da coluna de direção, um local de difícil acesso.

## A chegada de um novo milênio, novidades
Na linha 2000, nada foi alterado, apenas algumas cores novas eram oferecidas. Suas vendas estavam cada vez mais baixas e seus concorrentes estavam reestilizados ou por reestilizar; a Volkswagen, então, decidiu apresentar para 2001 um Polo Classic renovado nos detalhes.
Os faróis agora passavam a integrar as luzes de direção e tinham lentes lisas, assim como os faróis antinevoeiro. Na traseira, o conjunto óptico também foi alterado, com um visual que lembrava a linha Gol brasileira. Mas as maiores surpresas estavam no interior: foram abandonados os tecidos pretos em prol dos cinza-claro, além de um tablier totalmente novo, idêntico ao do Volkswagen Lupo europeu, com conta-giros e velocímetro em módulos separados. Ainda, finalmente os bancos traseiros vinham com apoios de cabeça, mas os vidros das portas de trás passavam a ser manuais somente. Um novo opcional foi apresentado: o toca CDs original Volkswagen. Outra diferença marcante: o teto-solar manual cedia lugar a um elétrico, de comando semelhante ao da linha Golf, por botão giratório.

## 1.0 16V, a versão que não vingou
Ainda no final de 2001, a Volkswagen decidiu testar uma nova versão do Polo Classic: a equipada com propulsor 1.0 16V vindo da linha Gol. Porém, devido à fixação do motor transversalmente, no sedã argentino ele rendia 71 cv, ao invés dos 69 cv do Gol. As diferenças ficavam nos detalhes: externamente, não havia frisos laterais; sua lista de opcionais era diminuta, restringindo-se aos vidros/travas/espelhos elétricos e ao ar condicionado. A intenção era colocá-lo como concorrente do Fiat Siena ELX 1.0 16V, mas a Volkswagen não gostou do resultado e vendeu os veículos prontos para seus funcionários.
Em 2002, seu último ano de vendas no Brasil, visualmente apenas as rodas (jantes) de liga-leve foram alteradas: eram agora iguais às do Gol Turbo. Uma outra alteração foi quanto aos vidros traseiros, que voltaram a ser elétricos, quando os dianteiros também o eram.

## Na Argentina
O Polo Classic foi descontinuado na Argentina em 2008. A fábrica local abastecia o mercado local e alguns países da América Latina (entre eles, o México, onde se chama Volkswagen Derby). Lá, ganhou uma pequena reestilização em 2003, com capô e pára-lamas novos, vindos do Seat Cordoba europeu, e a traseira ganhou um aplique de continuação do conjunto óptico também na tampa.

## No México
Sob o nome de Volkswagen Derby, foi vendido naquele local até 2009. Tratava-se do mesmo veículo vendido na Argentina, tanto em visual como em equipamentos.

## Ficha Técnica

### Carroceria
Dimensões
- Comprimento (mm) 4138
- Distância entre eixos (mm) 2440
- Largura (mm) 1640
- Altura (mm) 1408
- Aderência Lateral 0,88g

Pesos
- Em ordem de marcha (kg) 1.080
- Carga útil (kg) 400

### Motor
1.4 - Cilindrada (cm³) 1390 - A gasolina
- Potência líquida máxima (cv/rpm) 60 / 4700
- Torque líquido máximo (kgfm/rpm) 11,6/3000
- Aceleração de 0 a 100 km/h (s) 15,0
- Velocidade máxima (km/h) 157

1.4 - Cilindrada (cm³) 1390 - A gasolina
- Potência líquida máxima (cv/rpm) 75 / 5000
- Torque líquido máximo (kgfm/rpm) 12,6/3800
- Aceleração de 0 a 100 km/h (s) 12,9
- Velocidade máxima (km/h) 164

1.6 - Cilindrada (cm³) 1596 - A gasolina
- Potência líquida máxima (cv/rpm) 90 / 5500
- Torque líquido máximo (kgfm/rpm) 13,2/3250
- Aceleração de 0 a 100 km/h (s) 13,0
- Velocidade máxima (km/h) 180

1.6 - Cilindrada (cm³) 1595 - A gasolina
- Potência líquida máxima (cv/rpm) 100 / 5600
- Torque líquido máximo (kgfm/rpm) 14,5/3800
- Aceleração de 0 a 100 km/h (s) 10,9
- Velocidade máxima (km/h) 180

1.8 - Cilindrada (cm³) 1781 - A gasolina
- Potência líquida máxima (cv/rpm) 97 / 5250
- Torque líquido máximo (kgfm/rpm) 15,5/3000
- Aceleração de 0 a 100 km/h (s) 11,5
- Velocidade máxima (km/h) 180

1.9 - Cilindrada (cm³) 1896 - A gasóleo
- Potência líquida máxima (cv/rpm) 68 / 4200
- Torque líquido máximo (kgfm/rpm) 13,3/2200
- Aceleração de 0 a 100 km/h (s) 16,9
- Velocidade máxima (km/h) 161

1.9 - Cilindrada (cm³) 1896 - A gasóleo
- Sobrealimentação por turbocompressor
- Potência líquida máxima (cv/rpm) 90 / 3750
- Torque líquido máximo (kgfm/rpm) 21,0/1900
- Aceleração de 0 a 100 km/h (s) 12,6
- Velocidade máxima (km/h) 180

1.9 - Cilindrada (cm³) 1896 - A gasóleo
- Sobrealimentação por turbocompressor
- Potência líquida máxima (cv/rpm) 110 / 4000
- Torque líquido máximo (kgfm/rpm) 23,5/1900
- Aceleração de 0 a 100 km/h (s) 10,7
- Velocidade máxima (km/h) 193

### Transmissão
No Brasil
Manual com diferencial integrado de 5 marchas sincronizadas à frente + ré. 
Na Europa
Manual com diferencial integrado de 5 marchas sincronizadas à frente + ré. Automático de 4 marchas à frente + ré.

### Pneus e rodas
Argentina
- Pneus 175/70R13 e rodas 5,5J x 13, de aço
- Pneus 185/60R14 e rodas 6,0J x 14, de aço ou liga-leve

Brasil
- Pneus 185/60R14 e rodas 6,0J x 14, de aço ou liga-leve

Europa
- Pneus 175/70R13 e rodas 5,5J x 13, de aço
- Pneus 185/60R14 e rodas 6,0J x 14, de aço ou liga-leve
- Pneus 195/50R15 e rodas 6,0J x 15, de liga-leve

### Freios
América Latina
Hidráulicos, com acção nas 4 rodas, servo-acionado, dois circuitos em diagonal e guarnições não-asbestos. Dianteiro a disco tipo flutuante e traseiro a tambor auto-ajustável.
Europa
Hidráulicos, com acção nas 4 rodas, servo-acionado, dois circuitos em diagonal e guarnições não-asbestos. Dianteiro a disco tipo flutuante e traseiro a tambor auto-ajustável ou
Hidráulicos, com acção nas 4 rodas, servo-acionado, dois circuitos em diagonal e guarnições não-asbestos. Dianteiro a disco tipo flutuante e traseiro a disco sólido.

### Cores
No Brasil
- Sólidas: Branco Geada; Preto Universal; Vermelho Flash
- Metalizadas: Bege Júpiter; Cinza Titânio; Prata Imperial; Vermelho Cobre
- Perolizadas: Azul Orbital; Verde Borneo; Vermelho Mercúrio

Na Europa
- Sólidas: Branco Candy; Vermelho Flash; Verde Ever
- Metalizadas: Prata Ártico; Verde Yuca; Vermelho Etrusco; Azul Mercato
- Perolizadas: Azul Antracite; Preto Magic; Azul Índigo

Na América Latina
- Sólidas: Branco Campanella; Vermelho Tornado
- Metalizadas: Bege Safári; Prata Reflex; Cinza Titânio; Azul Antracita
- Perolizadas: Preto Ônix